# Industrial Symphony No. 1: The Dream of the Brokenhearted
Industrial Symphony No. 1: The Dream of the Brokenhearted è stata una performance teatrale musicale diretta da David Lynch.

## Trama
In alcune interviste David Lynch ha raccontanto che Industrial Symphony No. 1 è nata come un mix di azione e musica sul palco ed ha qualcosa a che fare con una storia d'amore che finisce.

## Realizzazione
A partire dal 1981 la Brooklyn Academy of Music di New York ha prodotto annualmente una manifestazione dedicata a performance musicali sperimentali, intitolata New Wave Music Festival. Nel 1989, l'Accademia invitò David Lynch e Angelo Badalamenti a realizzare una performance di 45 minuti circa come esibizione di apertura del festival. I due ebbero solo due settimane per ideare lo spettacolo e trovare il modo per realizzarlo. Ispirati dal titolo, tratto da alcuni lavori di pittura realizzati da Lynch quando era studente, i due si basarono sulla musica di Julee Cruise, confezionando una singolare opera musicale. Lynch girò una scena di una telefonata tra un ragazzo e una ragazza che litigano e si lasciano, interpretati da Nicolas Cage e Laura Dern, con cui stava lavorando a Cuore selvaggio. Al momento della messa in scena ci furono diversi problemi tecnici. La registrazione utilizzata per le musiche si inceppò diverse volte durante le prove e dovette essere sostituita in fretta. Durante la prima esibizione, inoltre, uno dei tecnici cadde nella buca dell'orchestra. Lynch ricorda in proposito: "Era la mia prima esibizione dal vivo e ho imparato che molte cose possono andare male e che molte, moltissime altre vanno quasi male". Nonostante i problemi, la performance ebbe un buon riscontro di pubblico al festival.
Nel 1990, David Lynch ha prodotto per Warner Home Video una VHS dell'esibizione della durata di 49 minuti. Il video è fuori pubblicazione negli Stati Uniti d'America, ma è ancora disponibile in Gran Bretagna e altri paesi.
Successivamente questa performance è stata raccolta nel cofanetto The Lime Green Set.

## Cast
Gli interpreti principali di Industrial Symphony No. 1 sono Laura Dern, Nicolas Cage, Julee Cruise, Michael J. Anderson (all'epoca molto noto per la sua interpretazione nel ruolo del nano della stanza rossa in I segreti di Twin Peaks) e Andre Badalamenti.

## Musiche
Le canzoni interpretate da Julee Cruise che compongono la colonna sonora sono:
1. Up in Flames
2. I Float Alone
3. The Black Sea
4. Into the Night
5. I'm Hurt Bad
6. Pinky's Bubble Egg (The Twins Spoke)
7. The Dream Conversation
8. Rockin' Back Inside My Heart
9. The Final Battle
10. The World Spins

Sono state pubblicate nei dischi Floating into the Night e The Voice of Love di Julee Cruise.